# Frasquita (Film)
Frasquita ist eine österreichische musikalische Filmkomödie des tschechischen Regisseurs Karel Lamač aus dem Jahr 1934. Sie basiert auf der gleichnamigen Operette von Alfred Maria Willner und Heinz Reichert mit der Musik von Franz Lehár (1922). In den Hauptrollen verkörpern Hans-Heinz Bollmann und Heinz Rühmann die befreundeten Männer Harald und Hippolit.

## Handlung
Architekt Harald befindet sich mit seinem guten Freund Hippolit auf der Reise zu seiner zukünftigen Ehefrau, der lebenslustigen Dolly, die er aber nur aus der Ferne kennt; die beiden haben sich selbst noch nie persönlich kennengelernt.
Auf der Reise lernen die Freunde die exotische und verführerisch wirkende Zigeunerin Frasquita kennen, die den beiden mit ihrer Anmut den Kopf verdreht. Daraufhin ändert Harald sein Vorhaben. Plötzlich will er gar nicht mehr die Reise zu seiner zukünftigen Frau weiter fortführen; stattdessen möchte er lieber (zumindest für vorübergehend) bei der rassigen Zigeunerin bleiben. Entsprechend beauftragt er seinen guten Freund Hippolit, die Reise ohne ihn weiterzuführen. Er beauftragt ihn, wenn er angekommen ist, seine eigene Verspätung bei Dolly zu entschuldigen.
Soweit, so gut, alles läuft nach Plan. Als jedoch Hippolit bei Haralds Frau ankommt, kommt, was vorhersehbar war: Dolly denkt, dass er ihr zukünftiger Ehemann Harald ist. Hippolit kommt diese Verwechslung gar nicht ungelegen, da Dolly ganz nach seinem Geschmack ist.

## Produktionsnotizen
Diese musikalische Komödie entstand im Tobis-Sascha-Wien (Studioaufnahmen) und Ragusa (Außenaufnahmen). Sie kam am 18. September 1934 (Premiere in Berlins Atrium) in die deutschen Kinos. Etwa eine Woche zuvor, am 9. September 1934, wurde sie in Wien uraufgeführt. Weitere Erscheinungstermine im Ausland waren: Der 26. November 1934 in Dänemark, der 20. Januar 1935 in Finnland, der 8. April 1935 in Schweden und der 17. Januar 1936 in den USA.
Die Filmbauten entwarf Julius von Borsody, für den Ton sorgte Alfred Norkus. Reinhold Meißner war Produktionsleiter.

## Musik
Es sangen:
- Jarmila Novotná (Sopran)
- Hans Heinz Bollmann (Tenor)
- die Wiener Sängerknaben
- der Wiener Staatsopernchor.

Es spielte das Wiener Staatsopernorchester unter der Leitung von Franz Lehár.
Es gab folgende Musiktitel:
- Nimm mich, nimm mich so wie ich bin
- Sag' mir, sag' mir, bist du die Frau?
- Schatz ich bitt' dich, komm heut' nacht!
- Vielleich bist Du der Traum vom Glück
- Weißt Du nicht, was ein Herz voller Sehnsucht begehrt?
- Wüßt ich, wer morgen mein Liebster ist

Die Titel erschienen im Musikverlag Josef Weinberger Wien-Leipzig.